# 1936年のグランプリ・シーズン
1936年のグランプリ・シーズン は、AIACRヨーロッパ選手権の第4回大会が開催されたグランプリ・シーズンである。アウトウニオンのベルント・ローゼマイヤーがヨーロッパ選手権を制した。ローゼマイヤーは選手権の対象となる4つのグランプリのうち3つに勝利した。

## シーズン概要
1936年シーズンに向け、アウトウニオンは520馬力の6リッターV16エンジンを搭載し、更に操縦性を向上させたアウトウニオン・タイプCを開発した。他方、メルセデスは600馬力を発揮するV12エンジンを搭載したW25Kを開発したが、それに伴うエンジン重量の増加と、軽量化のための極端なホイールベースの短縮は操縦性を悪化させた。最終的に、メルセデスはV12エンジンを諦めて従来のL8エンジンの発展型を新車に搭載することとなった。スクーデリア・フェラーリは前年にデビューした8気筒のアルファロメオ8C-35と、V12エンジンを搭載する新型アルファロメオ12C-36を併用した。
シーズンが開幕すると、アウトウニオン・タイプCがライバルのマシンを上回る性能を示し、6つのグランプリで勝利したベルント・ローゼマイヤーが1936年のヨーロッパチャンピオンとなった。ローゼマイヤーのチャンピオン獲得は、レーシングドライバーになってから僅か2年で達成されたものだった。前年に圧勝したメルセデスは新車開発の失敗から一転して不振に陥り、モナコグランプリとチュニスグランプリでカラツィオラが挙げた2勝のみに終わった。スクーデリア・フェラーリのタツィオ・ヌヴォラーリは性能に劣るマシンで善戦し、ミラノグランプリではヴァルツィの、ハンガリーグランプリではローゼマイヤーのアウトウニオンをオーバーテイクして2グランプリ連続で優勝した。

### ヨーロッパ選手権グランプリ
| Rd | 開催日  | レース             | サーキット                 | PP(プラクティス最速)     | ファステストラップ       | 優勝者                   | コンストラクター   | レポート |
| -- | ------- | ------------------ | -------------------------- | ------------------------ | ------------------------ | ------------------------ | ------------------ | -------- |
| 1  | 4月13日 | モナコグランプリ   | モンテカルロ市街地コース   | ルイ・シロン             | ハンス・シュトゥック     | ルドルフ・カラツィオラ   | メルセデス・ベンツ | 詳細     |
| 2  | 7月26日 | ドイツグランプリ   | ニュルブルクリンク         | 抽選でグリッド決定       | ベルント・ローゼマイヤー | ベルント・ローゼマイヤー | アウトウニオン     | 詳細     |
| 3  | 8月23日 | スイスグランプリ   | ブレムガルテン・サーキット | ルドルフ・カラツィオラ   | ベルント・ローゼマイヤー | ベルント・ローゼマイヤー | アウトウニオン     | 詳細     |
| 4  | 9月13日 | イタリアグランプリ | モンツァ・サーキット       | ベルント・ローゼマイヤー | ベルント・ローゼマイヤー | ベルント・ローゼマイヤー | アウトウニオン     | 詳細     |

### 非選手権グランプリ

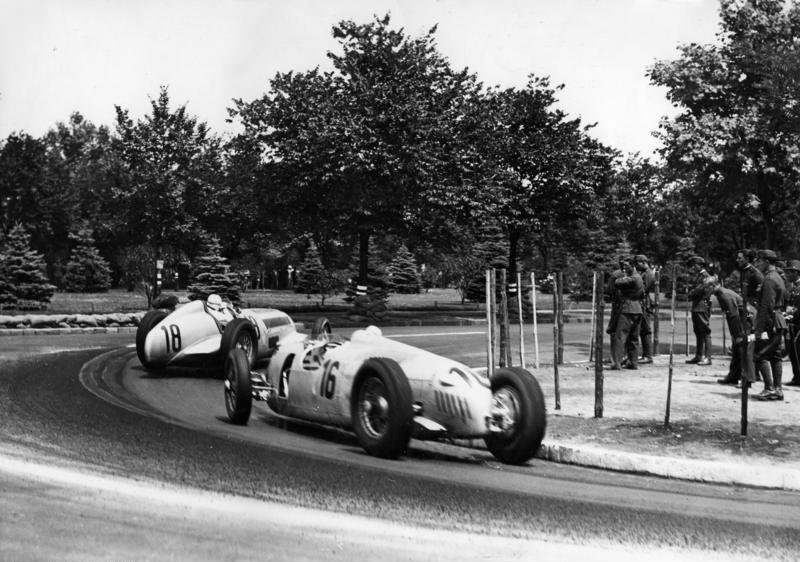
ハンガリーグランプリで首位を争うカラツィオラとローゼマイヤー。

黄色の背景はグラン・エプルーヴ
| 開催日   | レース                           | サーキット                 | 優勝者                           | コンストラクター   | レポート |
| -------- | -------------------------------- | -------------------------- | -------------------------------- | ------------------ | -------- |
| 2月9日   | ラングフォース・レース           | ラングフォース湖           | パーヴィクトル・ウィーデングレン | アルファロメオ     | 詳細     |
| 2月17日  | ホーケン・レース                 | ホーケン湖                 | ユージン・ビョルンスタッド       | アルファロメオ     | 詳細     |
| 2月23日  | スウェーデン冬季グランプリ       | レメン湖                   | ユージン・ビョルンスタッド       | アルファロメオ     | 詳細     |
| 3月1日   | ポーグランプリ                   | ポー市街地コース           | フィリップ・エトンスラン         | マセラティ         | 詳細     |
| 3月8日   | ノルウェーグランプリ             | イェージョン湖             | ユージン・ビョルンスタッド       | アルファロメオ     | 詳細     |
| 5月10日  | トリポリグランプリ               | メラハ・サーキット         | アキーレ・ヴァルツィ             | アウトウニオン     | 詳細     |
| 5月10日  | フィンランドグランプリ           | インタルハ公園             | ユージン・ビョルンスタッド       | アルファロメオ     | 詳細     |
| 5月17日  | チュニスグランプリ               | カルタゴ市街地コース       | ルドルフ・カラツィオラ           | メルセデス・ベンツ | 詳細     |
| 5月31日  | グランプリ・ド・フロンティエ     | シメイ市街地コース         | エディ・ヘルツベルハー           | MG                 | 詳細     |
| 6月7日   | ペーニャ・リン・グランプリ       | モンジュイック・サーキット | タツィオ・ヌヴォラーリ           | アルファロメオ     | 詳細     |
| 6月7日   | リオデジャネイロ グランプリ      | ガヴェア市街地コース       | ヴィットリオ・コッポーリ         | ブガッティ         | 詳細     |
| 6月14日  | アイフェルレンネン               | ニュルブルクリンク         | ベルント・ローゼマイヤー         | アウトウニオン     | 詳細     |
| 6月21日  | ハンガリーグランプリ             | ブダペスト市街地コース     | タツィオ・ヌヴォラーリ           | アルファロメオ     | 詳細     |
| 6月28日  | ミラノグランプリ                 | ミラノ市街地コース         | タツィオ・ヌヴォラーリ           | アルファロメオ     | 詳細     |
| 7月12日  | サンパウロ グランプリ            | サンパウロ市街地コース     | カルロ・マリア・ピンタクーダ     | アルファロメオ     | 詳細     |
| 7月19日  | ドーヴィルグランプリ             | ドーヴィル市街地コース     | ジャン＝ピエール・ウィミーユ     | ブガッティ         | 詳細     |
| 7月26日  | シルクイート・ド・ヴィラ・レアル | ヴィラ・レアル市街地コース | ヴァスコ・ド・サメイロ           | アルファロメオ     | 詳細     |
| 8月2日   | コッパ・チアーノ                 | モンテネーロ・サーキット   | カルロ・マリア・ピンタクーダ     | アルファロメオ     | 詳細     |
| 8月2日   | コッパ・チアーノ                 | モンテネーロ・サーキット   | タツィオ・ヌヴォラーリ           | アルファロメオ     | 詳細     |
| 8月15日  | コッパ・アチェルボ               | ペスカーラ・サーキット     | ベルント・ローゼマイヤー         | アウトウニオン     | 詳細     |
| 8月29日  | JCC 200マイルレース              | ドニントン・パーク         | リチャード・シーマン             | ドラージュ         | 詳細     |
| 9月6日   | コッパ・エッダ・チアーノ         | ルッカ市街地コース         | マリオ・タディーニ               | アルファロメオ     | 詳細     |
| 9月21日  | モデナグランプリ                 | モデナ市街地コース         | タツィオ・ヌヴォラーリ           | アルファロメオ     | 詳細     |
| 10月3日  | ドニントングランプリ             | ドニントンパーク           | ハンス・ルエシュ                 | アルファロメオ     | 詳細     |
| 10月3日  | ドニントングランプリ             | ドニントンパーク           | リチャード・シーマン             | アルファロメオ     | 詳細     |
| 10月17日 | マウンテン・チャンピオンシップ   | ブルックランズ             | レイモンド・メイズ               | ERA                | 詳細     |
| 10月18日 | ブエノスアイレスグランプリ       | コスタネーラ・サーキット   | カルロス・アルザーニ             | アルファロメオ     | 詳細     |

## 1936年のドライバーズランキング
| 順位 | ドライバー                             | MON | GER | SUI | ITA | Pts |
| ---- | -------------------------------------- | --- | --- | --- | --- | --- |
| 1    | ベルント・ローゼマイヤー               | Ret | 1   | 1   | 1   | 10  |
| 2    | ハンス・シュトゥック                   | 3   | 2   | 3   | Ret | 15  |
| 3    | タツィオ・ヌヴォラーリ                 | 4   | Ret | Ret | 2   | 17  |
| 4    | アキーレ・ヴァルツィ                   | 2   |     | 2   | Ret | 19  |
| 5    | レイモン・ソメール                     | 7   | 9   | Ret |     | 21  |
| 6    | ルドルフ・カラツィオラ                 | 1   | Ret | Ret |     | 22  |
| 7    | アントニオ・ブリヴィオ                 | 5   | 3   |     |     | 23  |
| =    | カルロ・フェリーチェ・トロッシ         | Ret | 8   |     | 7   | 23  |
| =    | エルンスト・フォン・デリウス           |     | 6   |     | 3   | 23  |
| 10   | マンフレート・フォン・ブラウヒッチュ   | Ret | 7   | Ret |     | 24  |
| =    | ルドルフ・ハッセ                       |     | 4   | 5   |     | 24  |
| =    | ヘルマン・ラング                       |     | Ret | 4   |     | 24  |
| =    | ルネ・ドレフュス                       |     | Ret | Ret | 4   | 24  |
| 14   | ジャン＝ピエール・ウィミーユ           | 6   | Ret | Ret |     | 26  |
| =    | ルイジ・ファジオーリ                   | Ret | 5   | Ret |     | 26  |
| =    | ジュゼッペ・ファリーナ                 | Ret |     | Ret | Ret | 26  |
| 17   | ピエトロ・ゲルシ                       | 8   |     |     | Ret | 27  |
| 18   | ウィリアム・グローバー＝ウィリアムズ   | 9   |     |     |     | 28  |
| =    | フィリップ・エトンスラン               | Ret |     | Ret |     | 28  |
| =    | ルイ・シロン                           | Ret | Ret |     |     | 28  |
| =    | トーマス・ピット・ チョモリー=タッパー |     | 10  |     |     | 28  |
| =    | フランセスコ・セヴェーリ               |     | Ret |     |     | 28  |
| =    | カルロ・マリア・ピンタクーダ           |     |     |     | 5   | 28  |
| =    | ピエトロ・ドゥシオ                     |     |     |     | 6   | 28  |
| 25   | クレメンテ・ビョンデッティ             |     |     | Ret | Ret | 29  |
| 26   | ウォルター・レンス                     |     | Ret |     |     | 30  |
| =    | アール・ハウ                           |     |     | Ret |     | 30  |
| 28   | エウジェニオ・シエナ                   | Ret |     |     |     | 31  |
| =    | マリオ・タディーニ                     | Ret |     |     |     | 31  |
| =    | リチャード・シーマン                   |     | Ret |     |     | 31  |
| =    | ホアン・ザネリ                         |     | Ret |     |     | 31  |
| =    | ジャック・ド・ラム                     |     |     | Ret |     | 31  |
| 順位 | ドライバー                             | MON | GER | SUI | ITA | Pts |

| 色   | 結果                          | ポイント |
| ---- | ----------------------------- | -------- |
| 金色 | 勝者                          | 1        |
| 銀色 | 2位                           | 2        |
| 銅色 | 3位                           | 3        |
| 緑   | レースの75%以上を消化         | 4        |
| 青   | レースの50%以上 75%未満を消化 | 5        |
| 紫   | レースの25%以上 50%未満を消化 | 6        |
| 赤   | レースの25%未満を消化         | 7        |
| 黒   | 失格                          | 8        |
| 白   | 参加せず                      | 8        |